# Pascagoula (rivière)
La Pascagoula est un fleuve de l'État du Mississippi dans le Sud des États-Unis. Elle naît dans la comté de George de la confluence des rivières Leaf et Chickasawhay et se jette après un parcours de 130 km dans le Golfe du Mexique.

## Source
- (en) Cet article est partiellement ou en totalité issu de l’article de Wikipédia en anglais intitulé « Pascagoula River » (voir la liste des auteurs).